# Lucio Vario Rufo

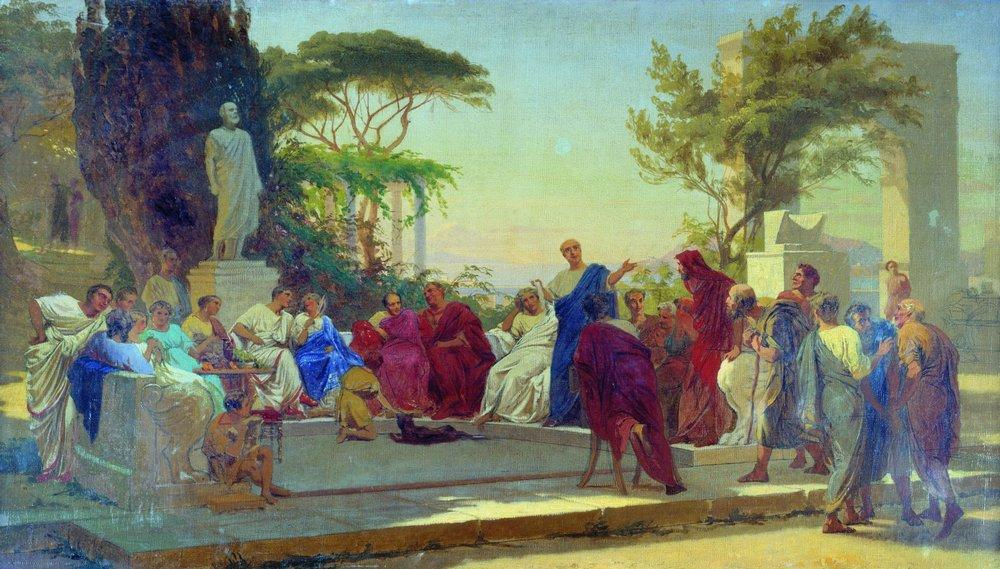
Oleo "Horacio lee ante Mecenas" de Fyodor Bronnikov

Lucio Vario Rufo, poeta romano, amigo de Virgilio y Horacio, quienes admiraban su poesía y lo consideraban un poeta épico destacado entre los de su época. 
Fue la personalidad más relevante del círculo de Mecenas y autor de una tragedia sobre la historia de Tiestes, Thyestes, representada en el año 29 a. C. en los juegos en celebración de la victoria de Octavio en Accio, que le reportó un millón de sestercios del vencedor y que Quintiliano consideró equiparable a cualquier tragedia griega.
Horacio le menciona en su oda I, 6 llamándole Maeonii carminis alite, águila del canto meonio, es decir, en referencia a Homero por ser también poeta épico. De su epopeya nada se ha conservado, salvo el título, Carmen epicum de actis Caesaris et Agrippae, que otros llaman De morte. Llevado de su amistad hacia Virgilio, cuando este murió revisó y publicó, junto con Plotio Tuca, su Eneida, a pesar de que el poeta fallecido había deseado destruirla, y con este acto enterró la fama de su propia epopeya, que, según sus contemporáneos, era también memorable. Puede leerse un fragmento de ésta en Macrobio (Saturn., VI, 1.29-40 y 2.19-20).

## Fuente
- Ernst Bickel, Historia de la literatura romana, Madrid: Gredos, 1987.

- Datos: Q8820
- Multimedia: Lucius Varius Rufus / Q8820